# Орден Национальной Славы

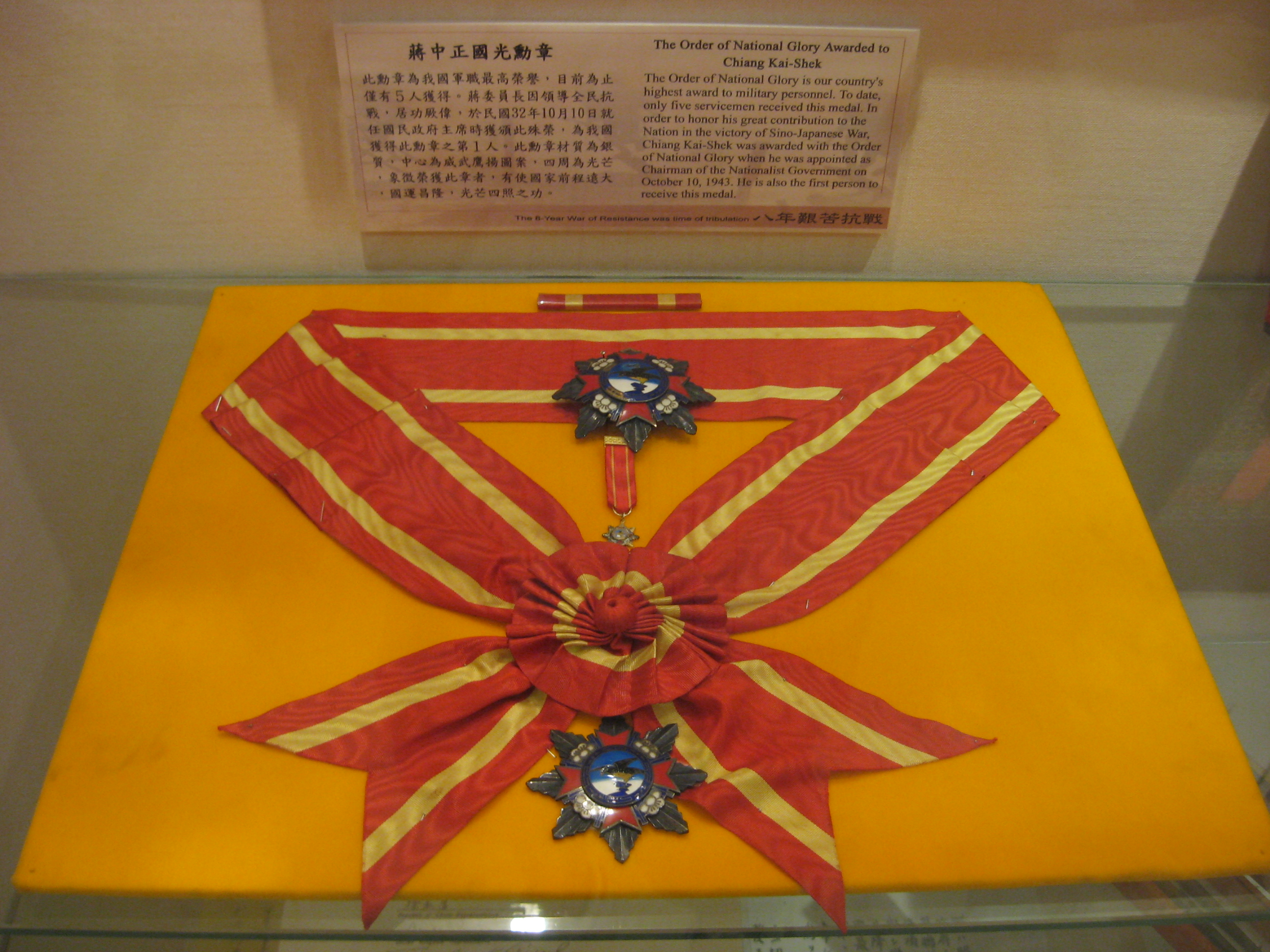
Орден Национальной Славы, принадлежавший Чан Кайши

Орден Национальной Славы (кит. 國光勳章) — высшая военная награда Китайской Республики. Был учреждён 8 ноября 1937 года, начал вручаться с 20 февраля 1938 года. Теоретически мог быть присуждён любому солдату, защищавшему страну от иностранной агрессии, но фактически, с момента основания Китайской Республики, им было награждено только пять человек, а именно: Чан Кайши, Фу Цзои, Чжо Чжиро, Ю Дэй и Хэ Инцинь. Орден, принадлежавший Чан Кайши теперь находится в национальном военно-историческом музее.

## Описание награды
Медаль ордена выполнена в форме 8-конечной звезды, в центре которой изображение орла, символизирующего процветание нации.
Сначала лента предназначалась для ношения на лацкане и была инкрустирована красной и золотой нитью, но после 1980 года заменена на бо́льшую по размеру, полностью красную и инкрустированную золотой нитью.
Медаль носится посередине левого лацкана на военной форме, а большая лента — через правое плечо. При ношении вместе с медалями армии, флота и авиации награда занимает самое высокое положение.